# Апелляция к личности
Апелляция к личности (лат. argumentum ad hominem — «аргумент к человеку») — логическая ошибка, при которой аргумент опровергается указанием на характер, мотив или другой атрибут лица, приводящего аргумент, или лица, связанного с аргументом, вместо указания на несостоятельность самого аргумента, объективные факты или логические рассуждения.
Подразделяется на виды:
- argumentum ad hominem personam («переход на личности») — прямая критика личности или оскорбление оппонента;
- argumentum ad hominem circumstantiae — объяснение точки зрения оппонента его личными обстоятельствами;
- argumentum ad hominem tu quoque («и ты тоже») — указание на то, что оппонент сам действует вопреки своему же аргументу.

Демагогические приёмы часто включают в себя апелляцию к личности.
Ad hominem противопоставляется аргументация по существу — ad rem — или по (объективной) истине — ad veritatem. Если argumentum ad rem направлен непосредственно на обоснование доказываемого утверждения, то argumentum ad hominem используется с целью победы в споре с конкретным оппонентом или оппонентами.

## История термина
Термин был введён римскими риторами при классификации приёмов убеждения аудитории и первоначально означал апелляцию к эмоциям, убеждениям и предрассудкам слушателей — приём, сам по себе не считающийся запрещённым ни в древней, ни в современной ораторской практике. Однако использование ad hominem в научной или иной профессиональной дискуссии некорректно, так как такая дискуссия предполагает, как правило, стремление сторон к объективной истине, а не попытку оказаться победителем в глазах зрителей.

## Логическая уловка
Апелляция к личности относится к так называемым логическим уловкам — психологически действенным, но логически некорректным способам обоснования тезиса.
С логической точки зрения ad hominem personam имеет следующую форму:
1. Человек A делает утверждение X.
2. О человеке А известно нечто дискредитирующее.
3. Следовательно, утверждение X, каким бы оно ни было, ложно.

ad hominem circumstantiae имеет форму:
1. Человек A делает утверждение X.
2. Человек Б утверждает, что А делает утверждение X потому, что сделать утверждение X в интересах А.
3. Следовательно, утверждение X, каким бы оно ни было, ложно.

или
1. Человек A делает утверждение X.
2. Человек Б указывает на особые обстоятельства А.
3. Следовательно, утверждение X, каким бы оно ни было, ложно.

И ad hominem tu quoque имеет форму:
1. Человек A делает утверждение X.
2. Человек Б утверждает, что прошлые действия или утверждения А несовместимы с истинностью утверждения X.
3. Следовательно, утверждение X, каким бы оно ни было, ложно.

Такая аргументация логически некорректна: тот факт, что лицо, выдвинувшее аргумент, характеризуется по каким-то признакам, никак не влияет на истинность или ложность его аргументации.

## Разновидностиad hominem

### Переход на личности
Оскорбительный ad hominem, называемый также «переходом на личности», часто содержит оскорбление или принижение оппонента. В общем случае он состоит в указании на факты, характеризующие самого оппонента, но не имеющие отношения к его аргументации. Основной его принцип — создать у зрителей общее негативное представление об оппоненте лично и, таким образом, создать впечатление о любой аргументации оппонента как исходящей от не достойного доверия источника.
Такой приём приводит к ошибочной логике, заменяя аргументацию общим впечатлением об оппоненте, не имеющем отношения к представленным им аргументам, но он бывает действенным благодаря так называемому гало-эффекту.

Что может говорить хромой об искусстве Герберта фон Караяна? Если ему сразу заявить, что он хромой, он признает себя побеждённым.

О чём может спорить человек, который не поменял паспорт? Какие взгляды на архитектуру может высказать мужчина без прописки? Пойманный с поличным, он сознается и признает себя побеждённым.

И вообще, разве нас может интересовать мнение человека лысого, с таким носом? Пусть сначала исправит нос, отрастит волосы, а потом и выскажется.— Михаил Жванецкий. Стиль спора

### Ad hominem circumstantiae
Данная разновидность ad hominem состоит в указании на обстоятельства, которые якобы диктуют оппоненту определённую позицию. Она имеет своей целью предположить предвзятость оппонента и на этом основании усомниться в его аргументах. Такая аргументация также ошибочна, поскольку тот факт, что оппонент почему-либо склонен выдвинуть именно этот аргумент, не делает сам аргумент с логической точки зрения менее справедливым. С этим перекрывается понятие генетической ошибки (аргумент, отвергающий утверждение лишь на основании его источника). Хотя замечание о предвзятости оппонента может быть и рациональным, но его, согласно логике, недостаточно для опровержения аргумента.
Примеры:
«Представители табачных компаний, утверждающие, что курение не вредит вашему здоровью, неправы, потому что они защищают свои многомиллионные финансовые интересы» (их неправота не доказывается финансовыми интересами. Если они неправы, то не по этой причине).
«Он физически зависим от никотина. Конечно, он будет защищать курение!»
Подобные высказывания можно переформулировать так, чтобы избежать логической ошибки:
«Представители табачных компаний, утверждающие, что курение не вредит вашему здоровью, вероятно, предвзяты, потому что они защищают свои многомиллионные финансовые интересы. Делая подобные заявления, они могут выдавать желаемое за действительное или даже лгать».
«Он физически зависим от никотина. Следовательно, его мнение о курении может быть предвзятым».

### Ad hominem tu quoque
Ad hominem tu quoque (лат. tu quoque — буквально «ты тоже», «сам такой») обвинение стороны, высказывающей аргумент, в непоследовательности, подчёркивая несоответствие её слов или действий её же аргументу. В частности, если сторона А критикует действия стороны Б, ответ «tu quoque» утверждает, что и сторона А поступала так же. Подобная аргументация по сути своей ошибочна, потому что она не опровергает аргумента стороны А; если последний верен, то сторона А, возможно, проявила ханжество, но это не делает её высказывание менее справедливым с логической точки зрения. Более того, сторона А при этом может привести свой личный опыт в поддержку своего аргумента. Например, отец может говорить сыну, чтобы он не начинал курить, поскольку он пожалеет об этом в будущем, а сын может указать на то, что отец сам курит. Это не отменяет того факта, что сын действительно может пожалеть в будущем о том, что курил.

### Нахождение легко критикуемого единомышленника
Опровержение тезиса оппонента заменяется на утверждение, что сходный тезис высказывается (высказывался) неким общеизвестным и крайне уязвимым для критики субъектом или просто хорошо сочетается с его образом или мировоззрением. Распространённая разновидность — «сведение к Гитлеру», когда оппоненту заявляют, что его взгляды близки к определённым взглядам Адольфа Гитлера или нацистов вообще, например:
«Как вы можете говорить, что не нужно есть мясо? Ведь Гитлер был вегетарианцем!»
Механизм действия аргумента аналогичен «оскорбительному ad hominem»: связать в сознании слушателя аргумент с негативно оцениваемой личностью, чтобы слушатель перенёс отрицательное отношение к личности на тезис:
- Гитлер — плохой (полагается не требующим доказательства), следовательно, всё, что он поддерживал — плохо.
- Гитлер поддерживал вегетарианство, следовательно, вегетарианство — это плохо.

Логическая ошибка в первом выводе состоит в том, что если человек по каким-то параметрам «плох», то это вовсе не означает, что всё, что он поддерживает, автоматически тоже является плохим. Однако эта позиция эмоционально легко принимается. Причём, если в случае «оскорбительного ad hominem» требуется представить хоть какие-то обоснования того, что оппонент «плохой», то в данном случае этого не требуется — в качестве «единомышленника» оппонента выбирается тот, кто изначально заведомо «плохой», и это даже не обсуждается.